# 貝文頓 (愛荷華州)
貝文頓（英語：Bevington）是一個位於美國愛荷華州沃倫縣和麥迪遜縣的城市。

## 地理
貝文頓的座標為41°21′38″N 93°47′27″W / 41.36056°N 93.79083°W，而該地的平均海拔高度為257米（即843英尺）。

## 人口
根據2010年美國人口普查的數據，貝文頓的面積為1.19平方千米，當中陸地面積為1.17平方千米，而水域面積為0.02平方千米。當地共有人口63人，而人口密度為每平方千米52人。